# Дуб біля будинку Косачів
«Дуб біля будинку Косачів» — ботанічна пам'ятка природи місцевого значення, загальною площею 0,002 га, розташована по вулиці Кафедральній у місті Луцьку. 
Природоохороний статус надано рішенням Волинської обласної ради від 15 вересня 2022 № 18/9 з метою збереження у природному стані вікового дуба звичайного, висадженого на початку ХХ століття біля будинку, в якому у 1890-1891 роках проживала видатна українська поетеса Леся Українка.
Забезпечення режиму охорони і збереження Пам'ятки природи покладено на КП “Парки та сквери м. Луцька”.
Старовікове, меморіальне дерево висотою 19 метрів знаходиться у доброму стані, має особливе природоохоронне, наукове, естетичне, пізнавальне і культурне значення. Пам'ятка природи входить до складу природно-заповідного фонду України, охороняється як національне надбання, щодо якого встановлюється особливий режим охорони, відтворення й використання.
Пам'ятка позначена відповідними охоронними знаками, ведуться роботи щодо встановлення її меж на місцевості.